# Pazz & Jop
Pazz & Jop är en lista över årets bästa musikalbum och singlar som sammanställs av tidningen The Village Voice efter att hundratals (2004 var det runt 800 stycken) musikkritiker fått sända in sina tio-i-topp listor över året. Bästa musikalbum har utsetts sedan 1974 (gjordes även 1971) och bästa singel sedan 1979. 
Musikjournalisten Robert Christgau var ansvarig för listan i 33 år och skrev varje år en artikel om årets resultat som publiceras i anslutning till listan. I augusti 2006 lämnade Christgau Village Voice men tidningen ämnar fortsätta sammanställa listan. Christgau fortsätter skicka in sin topp-tio lista och uppmuntrar även andra kritiker att fortsätta göra så.
Listan gavs det spooneristiska namnet Pazz & Jop istället för Jazz & Pop för att undvika diskussioner om huruvida ett album eller en singel på listan verkligen kan kategoriseras under jazz eller pop. Eftersom termerna Pazz och Jop inte är definierade kan läsaren istället koncentrera sig på de album och singlar som faktiskt kommer med.

## Bästa album
- 1971 - The Who - Who's Next
- 1974 - Joni Mitchell - Court and Spark
- 1975 - Bob Dylan & The Band - The Basement Tapes
- 1976 - Stevie Wonder - Songs in the Key of Life
- 1977 - Sex Pistols - Never Mind the Bollocks, Here's the Sex Pistols
- 1978 - Elvis Costello - This Year's Model
- 1979 - Graham Parker - Squeezing Out Sparks
- 1980 - The Clash - London Calling
- 1981 - The Clash - Sandinista!
- 1982 - Elvis Costello - Imperial Bedroom
- 1983 - Michael Jackson - Thriller
- 1984 - Bruce Springsteen - Born in the U.S.A.
- 1985 - Talking Heads - Little Creatures
- 1986 - Paul Simon - Graceland
- 1987 - Prince - Sign 'O' the Times
- 1988 - Public Enemy - It Takes a Nation of Millions to Hold Us Back
- 1989 - De La Soul - 3 Feet High and Rising
- 1990 - Neil Young - Ragged Glory
- 1991 - Nirvana - Nevermind
- 1992 - Arrested Development - 3 Years, 5 Months & 2 Days in the Life Of...
- 1993 - Liz Phair - Exile in Guyville
- 1994 - Hole - Live Through This
- 1995 - PJ Harvey - To Bring You My Love
- 1996 - Beck - Odelay
- 1997 - Bob Dylan - Time Out of Mind
- 1998 - Lucinda Williams - Car Wheels on a Gravel Road
- 1999 - Moby - Play
- 2000 - Outkast - Stankonia
- 2001 - Bob Dylan - Love and Theft
- 2002 - Wilco - Yankee Hotel Foxtrot
- 2003 - Outkast - Speakerboxxx/The Love Below
- 2004 - Kanye West - The College Dropout
- 2005 - Kanye West - Late Registration
- 2006 - Bob Dylan - Modern Times
- 2007 - LCD Soundsystem - Sound of Silver
- 2008 - TV on the Radio - Dear Science
- 2009 - Animal Collective - Merriweather Post Pavilion
- 2010 - Kanye West - My Beautiful Dark Twisted Fantasy
- 2011 - Tune-Yards - Whokill
- 2012 - Frank Ocean - Channel Orange
- 2013 - Kanye West - Yeezus
- 2014 - D'Angelo - Black Messiah
- 2015 - Kendrick Lamar - To Pimp a Butterfly

## Bästa singel
- 1979 - Ian Dury med The Blockheads - "Hit Me With Your Rhythm Stick"
- 1980 - Kurtis Blow - "The Breaks"
- 1981 - Laurie Anderson - "O Superman"
- 1982 - Grandmaster Flash & the Furious Five - "The Message"
- 1983 - Michael Jackson - "Billie Jean"
- 1984 - Prince - "When Doves Cry"
- 1985 - Artists United Against Apartheid - "Sun City"
- 1986 - Run DMC - "Walk This Way"
- 1987 - Prince - "Sign 'O' the Times"
- 1988 - Tracy Chapman - "Fast Car"
- 1989 - Public Enemy - "Fight the Power"
- 1990 - Deee-Lite - "Groove is in the Heart"
- 1991 - Nirvana - "Smells Like Teen Spirit"
- 1992 - Arrested Development - "Tennessee"
- 1993 - The Breeders - "Cannonball"
- 1994 - Beck - "Loser"
- 1995 - Coolio med L.V. - "Gangsta's Paradise"
- 1996 - Quad City DJ's - "C'mon Ride It (The Train)"
- 1997 - Hanson - "MMMBop"
- 1998 - Fatboy Slim - "The Rockafeller Skank"
- 1999 - TLC - "No Scrubs"
- 2000 - Outkast - "Ms. Jackson"
- 2001 - Missy Elliott - "Get Ur Freak On"
- 2002 - Missy Elliott - "Work It"
- 2003 - Outkast - "Hey Ya!"
- 2004 - Franz Ferdinand - "Take Me Out"
- 2005 - Kanye West med Jamie Foxx - "Gold Digger"
- 2006 - Gnarls Barkley - "Crazy"
- 2007 - Amy Winehouse - "Rehab"
- 2008 - M.I.A. - "Paper Planes"
- 2009 - Jay-Z med Alicia Keys - "Empire State of Mind"
- 2010 - Cee Lo Green - "Fuck You"
- 2011 - Adele - "Rolling in the Deep"
- 2012 - Carly Rae Jepsen - "Call Me Maybe"
- 2013 - Daft Punk med Pharrell Williams - "Get Lucky"
- 2014 - Future Islands - "Seasons (Waiting on You)"
- 2015 - Drake - "Hotline Bling"